# Arteria vertebralis

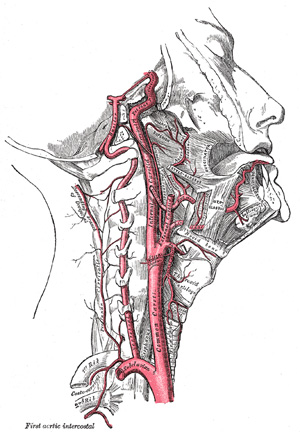
Hirnversorgende Arterien: Arteria vertebralis (hinten) und Arteria carotis communis (vorn)

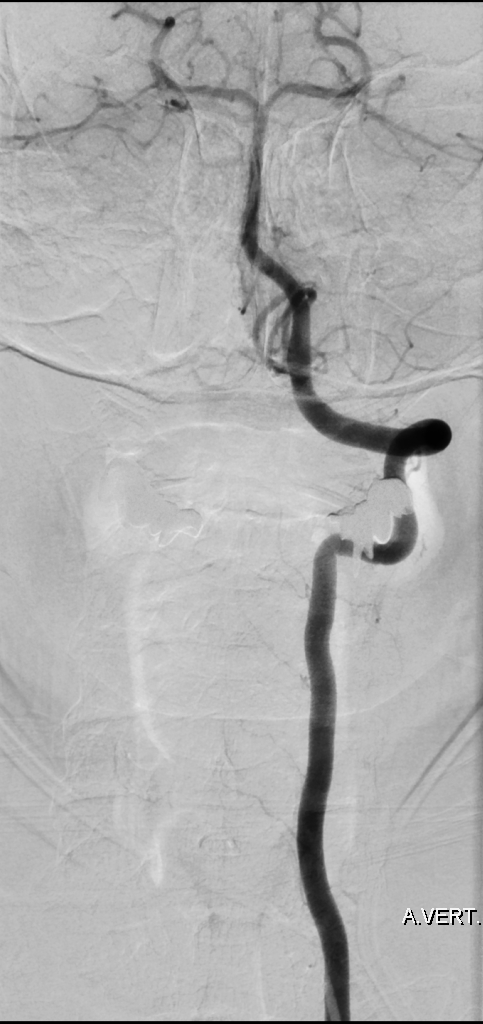
Darstellung der linken Arteria vertebralis des Menschen in einer digitalen Subtraktionsangiographie. Abbildungsquelle Ars-Neurochirurgica unter der CC BY-NC-ND 4.0 Lizenz

Die Arteria vertebralis oder Wirbelarterie ist ein Ast der Schlüsselbeinarterie (Arteria subclavia). Sie entspringt in Höhe des ersten Brustwirbels aus der Arteria subclavia und zieht dann zum 6. Halswirbel. Von dort zieht sie durch ein Loch im Seitenfortsatz der Halswirbel (Foramen transversarium) schädelwärts. Die Kette der Foramina transversaria wird auch als Querfortsatzkanal bezeichnet. Dort wird die Arterie vom Nervus vertebralis begleitet.
An jedem Halswirbel entsendet die Arteria vertebralis Äste an die umgebende Muskulatur und in den Wirbelkanal zur Versorgung des Halsabschnitts des Rückenmarks. Am Atlas zieht sie durch dessen Foramen transversarium in die Atlasflügelgrube (Fossa atlantis) und von dort über das Flügelloch (Foramen alare, bei Raubtieren Incisura alaris) zum seitlichen Wirbelloch (Foramen vertebrale laterale) dieses Wirbels. Die Endäste beider Seiten vereinigen sich ventral der Medulla oblongata zu einem unpaaren Gefäß, der Arteria basilaris. Diese ist ein Zufluss zum Circulus arteriosus cerebri und damit eines der Gefäße zur Blutversorgung des Gehirns. Vor der Fusion zur Arteria basilaris gibt sie einen Ast zur Versorgung von Teilen des Kleinhirns und des Hirnstammes, die Arteria cerebelli inferior posterior (PICA), ab. Auch die vordere Rückenmarksarterie (Arteria spinalis anterior) entspringt an ihrem kranialen Ende aus den Wirbelarterien, die Zuflussverhältnisse sind hier jedoch sehr inkonstant und unterliegen großen individuellen Schwankungen.
Bei Wiederkäuern endet die Arteria vertebralis bereits in Höhe des Axis, ein Foramen transversarium fehlt daher am Atlas.
Der Goldstandard zur Visualisierung der Arteria vertebralis ist die digitale Subtraktionsangiographie. Andere bildgebende Verfahren, wie beispielsweise MR-Angiographie und CT-Angiographie, erlauben ebenfalls eine detaillierte Darstellung der Arteria vertebralis.